# Bryconops affinis

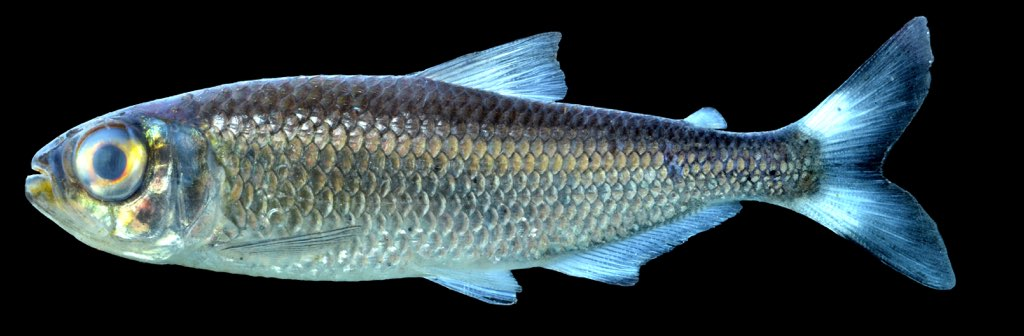
Fotografia d'un especimen de Bryconops affinis.

Bryconops affinis és una espècie de peix de la família dels caràcids i de l'ordre dels caraciformes.

## Morfologia
- Els mascles poden assolir 12 cm de llargària total.[5]

## Alimentació
Menja plantes i invertebrats.

## Hàbitat
Viu en zones de clima tropical entre 22 °C - 28 °C de temperatura.

## Distribució geogràfica
Es troba a Sud-amèrica: Guaianes.